# C. J. Mosley (football américain)
Pour les articles homonymes, voir C. J. Mosley.
(en) Statistiques sur pro-football-reference
Clint « C. J. » Mosley, né le 19 juin 1992 à Theodore en Alabama, est un sportif professionnel américain de football américain jouant au poste de linebacker dans la National Football League (NFL) depuis la saison 2014 et agent libre depuis 2025.
Au niveau universitaire, il a joué dans la NCAA Division I FBS pendant quatre saisons pour le Crimson Tide de l'université de l'Alabama avant d'être sélectionné en 17e choix lors du premier tour de la draft 2014 par la franchise des Ravens de Baltimore. Il rejoint ensuite les Jets de New York en 2019 qui le libèrent en mars 2015.
Avec le Crimson Tide il remporte deux titres nationaux NCAA en 2011 et 2012.

## Biographie

### Carrière universitaire
Mosley étudie à l'université de l'Alabama où il joue pour le Crimson Tide de l'Alabama au sein de la NCAA Division I FBS. Il y remporte deux finales du championnat universitaire au terme des saisons 2011 et 2012. Joueur universitaire remarquable, il se voit décerné le trophée Butkus Award 2013 et est reconnu joueur All-American par consensus en 2012 et à l'unanimité en 2013. Il est également désigné meilleur joueur défensif de la SEC en 2013 et est sélectionné dans la première équipe de cette conférence en 2012 et 2013.

### Carrière professionnelle

#### Ravens de Baltimore
C. J. Mosley est sélectionné en 17e choix global lors du premier tour de la draft 2014 de la NFL par la franchise des Ravens de Baltimore.
Il participe à tous les matchs de son équipe lors de sa saison rookie totalisant en 16 matchs, 99 plaquages, trois sacks ainsi que deux interceptions. Il est le joueur ayant réalisé le plus grand nombre de plaquages de son équipe au terme de la saison 2014.
Il réalise sa première interception face aux Colts d'Indianapolis le 5 octobre 2014 et son premier sack le 24 novembre 2014 contre les Saints de La Nouvelle-Orléans,.
Ses performances lui permettent d'être sélectionné pour son premier Pro Bowl et de figurer dans l'équipe des meilleurs rookies de la saison.
Lors de la saison 2018, il est considéré comme le leader de la défense des Ravens.

#### Jets de New York
Le 15 mars 2019, agent libre, Mosley signe un contrat avec les Jets de New York d'une durée de cinq ans pour un montant de 85 millions de dollars dont 51 millions garantis,.
Mosley est libéré par les Jets le 12 mars 2025 et devient agent libre.

## Statistiques
| Année                  | Équipe                 | MJ  |                        | Plaquages              | Plaquages              | Plaquages              | Plaquages          |                    | Interceptions      | Interceptions      | Interceptions | Interceptions |  | Fumbles | Fumbles |
| Année                  | Équipe                 | MJ  | Total                  | Seul                   | Ast.                   | Sacks                  | Nb.                | Yards              | Déf.               | TD                 | Nb.           | Rec.          |  |         |         |
| 2014                   | Ravens de Baltimore    | 16  | 151                    | 099                    | 52                     | 0,3                    | 2                  | 23                 | 8                  | 0                  | 1             | 1             |  |         |         |
| 2015                   | Ravens de Baltimore    | 16  | 117                    | 077                    | 40                     | 4,0                    | 0                  | 0                  | 7                  | 0                  | 1             | 2             |  |         |         |
| 2016                   | Ravens de Baltimore    | 14  | 092                    | 056                    | 36                     | 0,0                    | 4                  | 40                 | 8                  | 0                  | 1             | 0             |  |         |         |
| 2017                   | Ravens de Baltimore    | 16  | 132                    | 096                    | 36                     | 1,0                    | 2                  | 94                 | 7                  | 1                  | 3             | 3             |  |         |         |
| 2018                   | Ravens de Baltimore    | 15  | 105                    | 070                    | 35                     | 0,5                    | 1                  | 0                  | 5                  | 0                  | 0             | 0             |  |         |         |
| 2019                   | Jets de New York       | 02  | 09                     | 04                     | 05                     | 0,0                    | 1                  | 17                 | 2                  | 1                  | 0             | 0             |  |         |         |
| 2020                   | Jets de New York       | -   | Choisi de ne pas jouer | Choisi de ne pas jouer | Choisi de ne pas jouer | Choisi de ne pas jouer | Covid-19 (Opt-out) | Covid-19 (Opt-out) | Covid-19 (Opt-out) | Covid-19 (Opt-out) | -             | -             |  |         |         |
| 2021                   | Jets de New York       | 16  | 168                    | 103                    | 65                     | 2,0                    | 0                  | 0                  | 2                  | 0                  | 2             | 0             |  |         |         |
| 2022                   | Jets de New York       | 17  | 158                    | 099                    | 59                     | 1,0                    | 1                  | 0                  | 7                  | 0                  | 0             | 1             |  |         |         |
| 2023                   | Jets de New York       | 17  | 152                    | 081                    | 71                     | 0,5                    | 1                  | 0                  | 7                  | 0                  | 2             | 1             |  |         |         |
| 2024                   | Jets de New York       | 04  | 017                    | 013                    | 04                     | 0,0                    | 0                  | 0                  | 0                  | 0                  | 0             | 0             |  |         |         |
| Totaux en NFL          | Totaux en NFL          | 133 | 1083                   | 687                    | 396                    | 12,0                   | 12                 | 174                | 53                 | 2                  | 10            | 9             |  |         |         |
| Totaux chez les Jets   | Totaux chez les Jets   | 056 | 0 504                  | 300                    | 204                    | 03,5                   | 03                 | 017                | 18                 | 1                  | 04            | 3             |  |         |         |
| Totaux chez les Ravens | Totaux chez les Ravens | 077 | 0 579                  | 388                    | 191                    | 08,5                   | 09                 | 157                | 35                 | 1                  | 06            | 5             |  |         |         |

| Année | Équipe              | MJ |       | Plaquages | Plaquages | Plaquages | Plaquages |       | Interceptions | Interceptions | Interceptions | Interceptions |  | Fumbles | Fumbles |
| Année | Équipe              | MJ | Total | Seul      | Ast.      | Sacks     | Nb.       | Yards | Déf.          | TD            | Nb.           | Rec.          |  |         |         |
| 2014  | Ravens de Baltimore | 2  | 19    | 12        | 7         | 0         | 0         | 0     | 0             | 0             | 1             | 0             |  |         |         |
| 2018  | Ravens de Baltimore | 1  | 12    | 06        | 6         | 0         | 0         | 0     | 0             | 0             | 0             | 1             |  |         |         |